# Eduardo e Mônica
"Eduardo e Mônica" é uma canção composta por Renato Russo e lançada em 1986 no álbum Dois do grupo Legião Urbana. Foi editada como o segundo single do álbum no mesmo ano. A faixa conta uma história de amor entre Eduardo, um jovem de 16 anos, e Mônica, mais velha e já estudante universitária, sendo os dois bem diferentes um do outro. As maiores inspirações para a canção foi sua grande amiga Leonice de Araújo Coimbra e o seu marido Fernando Coimbra.

## Histórico de gravações e letra
[...] hit single fortíssimo e imediato. Faixa de abertura ideal para o lado 2, não fossem as dificuldades apresentadas pelo resto do material em termos de ordem de apresentação. Não parece convencer muito na única posição encontrada até agora, faixa 4, lado 1, seguida por "Tempo perdido" [...].

Renato Russo sobre a faixa em carta enviada à EMI com anotações sobre o disco
A canção já havia sido gravada em 1982, quando Renato se apresentava sozinho no violão, numa fita que mais tarde seria recuperada e incluída no disco solo póstumo O Trovador Solitário.
Esta gravação tem um final diferente da versão do álbum. Esta última diz que em determinado período de férias, a família não pôde viajar porque o filho estava de recuperação. Na versão original, os versos indicam que o filho do casal ainda está para nascer e que eles não se casaram num altar, mas sim no sítio de Eduardo. Já apareciam riscados àquela altura os versos "Com um flautista indiano que marcava o compasso/E os amigos todos..." Construíram uma casa em algum lugar perto do mar, passaram pela Bahia, Ouro Preto e Rio de Janeiro. Eduardo foi trabalhar no Banco Central e Mônica virou professora.
Um artigo de 2016 da revista científica Superinteressante sugeria que o casal tinha poucas chances de viver uma relação longa, com base no que os versos diziam e analisando tal informação ante pesquisas científicas sobre motivos que levam casais a terminarem o relacionamento.

## Faixas
Todas as faixas escritas e compostas por Renato Russo. 
| 12" (EMI 9951 014) |                    |         |  |
| N.º                | Título             | Duração |  |
| 1.                 | "Eduardo e Monica" | 4:31    |  |
| 2.                 | "Eduardo e Monica" | 4:31    |  |
| Duração total:     | Duração total:     | 9:02    |  |

## Adaptações
A música inspirou uma peça teatral de Adolar Gangorra, onde o autor, numa montagem cômica,  retrata Eduardo como uma vítima de "uma cultura pop de caderno cultural de jornais, que Monica lhe obriga a seguir. Escrito por Samuel Rocha."
Uma adaptação cinematográfica foi anunciada em 2019, com Gabriel Leone e Alice Braga nos papéis principais. O filme será dirigido por René Sampaio, que também dirigiu Faroeste Caboclo, outro longa-metragem baseado em uma canção da Legião Urbana. A estreia está prevista para 11 de junho de 2020 e o filme foi exibido na edição 2020 do Festival Internacional de Cinema de Miami, antes da mesma ser cancelada por conta da pandemia de COVID-19.

## Campanhas publicitárias
Em 2001, fragmentos da música foram utilizados em uma campanha publicitária da antiga operadora de telefonia móvel ATL (Atualmente Claro).
Mais tarde, em 7 de junho de 2011, exatamente 25 anos após o lançamento oficial da música, esta ganhou um pequeno videoclipe numa campanha publicitária da operadora de telefonia móvel Vivo. O vídeo, lançado no YouTube às vésperas do Dia dos Namorados, é uma homenagem a esta data e tem duração de 4:09, tendo "Eduardo e Mônica" como trilha sonora.